# Ibrahima Conté
Ibrahima Conté (Conakry, 3 april 1991) is een professionele voetballer uit Guinee. Hij is een aanvallende middenvelder die voor Ihoud Bnei Sachnin uitkomt in de Israëlische hoogste klasse. Voordien was hij actief bij KAA Gent, SV Zulte Waregem, RSC Anderlecht, KV Oostende en Waasland-Beveren.

## Carrière
Conté's carrière begon bij Fello Star. Hij werd er opgemerkt door de scouts van Lille OSC, maar kreeg geen contract. Hij mocht echter bij KAA Gent testen en tekende net na nieuwjaar een contract voor drie jaar, tot 2012. Zijn eerste halve seizoen speelde hij in het beloftenteam van de club. Aan het begin van het seizoen 2009/2010 maakte hij deel uit van de A-kern. Op 23 januari debuteerde hij in de hoofdmacht uit bij KVC Westerlo. Daar bleef het bij dat seizoen. Manager Michel Louwagie zei na afloop van de gewonnen Beker van België in 2010 dat Conté na onder andere Mbark Boussoufa, Bryan Ruiz en Yassine El Ghanassy zijn volgende goudhaantje zou worden. Hij maakte in het seizoen 2010-2011 opnieuw deel uit van de selectie. Voor zijn eerste wedstrijd van het seizoen was het wachten tot speeldag zeven. Conté gaf daarin een assist aan spelverdeler Randall Azofeifa. Hij scoorde ook het beslissende doelpunt tegen Sporting Lissabon.
In het rampseizoen van KAA Gent, 2012/13, waar het nipt een degradatieplaats kon vermijden, blijkt Conté overbodig te zijn geworden. In januari 2013 wordt hij verhuurd, met aankoopoptie, aan SV Zulte Waregem, die dat seizoen tot het einde meedeed voor het kampioenschap. Hij werd er herenigd met coach Francky Dury, die hij kende van zijn passage bij Gent. Hij omschrijft Dury als een 2de vader. Conté liet zich zien in de 2de seizoenshelft en in POI en de aankoopoptie werd gelicht. Het daaropvolgende seizoen werd Conté een van de sleutelfiguren van Zulte Waregem, onder regie van Thorgan Hazard. Tussen hem en spits Habib Habibou klikte het bijzonder goed. Conté profileerde zich als een echte dribbelkont en slangenmens. Efficiëntie blijft wel een van zijn werkpunten: het aantal assists en doelpunten blijft opvallend laag. Op 1 september 2014 maakt hij zijn transfer naar RSC Anderlecht bekend. Hij zou 1,5 miljoen euro gekost hebben.

## Statistieken
| Seizoen         | Club               | Land               | Competitie         | Competitie | Competitie | Beker | Beker | Europees | Europees | Totaal | Totaal |
| Seizoen         | Club               | Land               | Competitie         | Wed.       | Dlp.       | Wed.  | Dlp.  | Wed.     | Dlp.     | Wed.   | Dlp.   |
| --------------- | ------------------ | ------------------ | ------------------ | ---------- | ---------- | ----- | ----- | -------- | -------- | ------ | ------ |
| 2009/10         | KAA Gent           | Vlag van België    | Jupiler Pro League | 1          | 0          | 0     | 0     | 0        | 0        | 1      | 0      |
| 2010/11         | KAA Gent           | Vlag van België    | Jupiler Pro League | 30         | 2          | 3     | 1     | 4        | 1        | 37     | 4      |
| 2011/12         | KAA Gent           | Vlag van België    | Jupiler Pro League | 21         | 1          | 1     | 1     | —        | —        | 22     | 2      |
| 2012/13         | KAA Gent           | Vlag van België    | Jupiler Pro League | 16         | 1          | 4     | 2     | 4        | 1        | 24     | 4      |
| 2012/13         | → SV Zulte Waregem | Vlag van België    | Jupiler Pro League | 14         | 1          | —     | —     | —        | —        | 14     | 1      |
| 2013/14         | SV Zulte Waregem   | Vlag van België    | Jupiler Pro League | 37         | 3          | 6     | 0     | 10       | 0        | 53     | 3      |
| 2014/15         | RSC Anderlecht     | Vlag van België    | Jupiler Pro League | 29         | 2          | 5     | 1     | 5        | 1        | 39     | 4      |
| 2015/16         | RSC Anderlecht     | Vlag van België    | Jupiler Pro League | 5          | 0          | 2     | 0     | 3        | 0        | 8      | 0      |
| 2016/17         | KV Oostende        | Vlag van België    | Jupiler Pro League | 8          | 0          | 4     | 0     | —        | —        | 12     | 0      |
| 2016/17         | → Waasland-Beveren | Vlag van België    | Jupiler Pro League | 4          | 0          | 0     | 0     | —        | —        | 4      | 0      |
| 2017/18         | KV Oostende        | Vlag van België    | Jupiler Pro League | 9          | 1          | 2     | 0     | 0        | 0        | 11     | 1      |
| 2018/19         | KV Oostende        | Vlag van België    | Jupiler Pro League | 0          | 0          | 0     | 0     | —        | —        | 0      | 0      |
| 2019/20         | Beroe Stara Zagora | Vlag van Bulgarije | Parva Liga         | 24         | 7          | 1     | 1     | —        | —        | 25     | 8      |
| 2020/21         | Beroe Stara Zagora | Vlag van Bulgarije | Parva Liga         | 17         | 3          | 0     | 0     | —        | —        | 17     | 3      |
| 2021/22         | Ihoud Bnei Sachnin | Vlag van Israël    | Ligat Ha'Al        | 10         | 1          | 0     | 0     | —        | —        | 10     | 1      |
| Carrière totaal | Carrière totaal    | Carrière totaal    | Carrière totaal    | 235        | 22         | 28    | 6     | 26       | 3        | 277    | 31     |

## Erelijst
| Competitie       | Aantal | Jaren |
| ---------------- | ------ | ----- |
| Beker van België | 1x     | 2010  |